# Синиця далекосхідна
Синиця далекосхідна (Parus minor) — вид горобцеподібних птахів родини синицевих (Paridae).

## Поширення
Вид поширений в помірних лісах Східної Азії від північно-східного краю Індійського субконтиненту через Китай, південно-східний край Росії (включаючи острів Сахалін і Курили) і Корейський півострів до Японського архіпелагу.

## Опис
Птах має розміри приблизно 12,5-15 см і важить приблизно 11,9-22,1 г. Вид подібний до великої синиці, але має переважно блідо-зелене оперення на верхній стороні та майже біле на животі.